# Sarah Scherer
Sarah Scherer (Salt Lake City, 12 febbraio 1991) è una tiratrice a segno statunitense, che ha rappresentato gli Stati Uniti ai Giochi olimpici di Rio de Janeiro 2016.